# Cesare Prandelli
Cesare Claudio Prandelli (Orzinuovi, Llombardia, 19 d'agost de 1957) és un exfutbolista i entrenador de futbol italià.

## Biografia
Prandelli va ser un reputat centrecampista que va guanyar tres lligues i una Copa d'Europa amb la Juventus FC.
Com a entrenador, Prandelli obté el reconeixement amb l'ACF Fiorentina, on va ser elegit millor entrenador d'Itàlia en 2008.
Prandelli ha estat l'entrenador de la selecció italiana de futbol entre 2010 i 2014, un càrrec al qual va accedir tot just després de l'eliminació italiana en primera fase a la Copa del Món de Futbol de 2010, quan substituí Marcello Lippi. A l'Eurocopa de 2012, la selecció italiana va arribar a la final, on va perdre per 4-0 contra Espanya. Prandelli entrenà la selecció italiana fins a la Copa del Món de Futbol de 2014, però també va ser eliminat en la primera fase, cosa que va provocar finalment la seva dimissió com a seleccionador nacional.
Al mundial del Brasil 2014, on arribaven amb optimisme, els italians van començar bé guanyant a Anglaterra en un gran partit, però dos inesperades derrotes contra Costa Rica i Uruguai els van eliminar.
Posteriorment el 2014 va entrenar uns mesos al Galatasaray, on no va quallar. Després de dos anys sense entrenar, el 28 de setembre de 2016 va substituir Pako Ayestarán com a entrenador del València CF. El 30 de desembre de 2016 va presentar la dimissió com a entrenador del club valencianista, després que no li facilitessin alguns fitxatges que havia demanat.

## Trajectòria esportiva

### Com a jugador
| Club         | País   | Any       | Partidos | Goles |
| ------------ | ------ | --------- | -------- | ----- |
| US Cremonese | Itàlia | 1974-1978 | 88       | 7     |
| Atalanta BC  | Itàlia | 1978-1979 | 27       | 3     |
| Juventus FC  | Itàlia | 1979-1985 | 89       | 0     |
| Atalanta BC  | Itàlia | 1985-1990 | 119      | 7     |

### Com a entrenador
| Club              | País          | Any       | P   | PG  | PE | PP | Percentatge de victòries |
| ----------------- | ------------- | --------- | --- | --- | -- | -- | ------------------------ |
| Atalanta BC       | Itàlia        | 1993-1994 | 24  | 3   | 9  | 12 | 12.5                     |
| US Lecce          | Itàlia        | 1997-1998 | 18  | 3   | 2  | 13 | 16.67                    |
| Hellas Verona FC  | Itàlia        | 1998-2000 | 59  | 21  | 19 | 19 | 35.59                    |
| SSC Venezia       | Itàlia        | 2000-2001 | 43  | 19  | 12 | 12 | 44.19                    |
| Parma FC          | Itàlia        | 2002-2004 | 68  | 31  | 21 | 16 | 45.59                    |
| AS Roma           | Itàlia        | 2004      | 0   | 0   | 0  | 0  | 0                        |
| ACF Fiorentina    | Itàlia        | 2005-2010 | 237 | 116 | 54 | 67 | 48.95                    |
| Selecció italiana | Itàlia        | 2010-2014 | 51  | 22  | 19 | 10 | 43.14                    |
| Galatasaray SK    | Turquia       | 2014      | 16  | 6   | 3  | 7  | 37.5                     |
| València CF       | País Valencià | 2016      | 8   | 1   | 4  | 3  | 0                        |